# Dorfkirche Falkenwalde

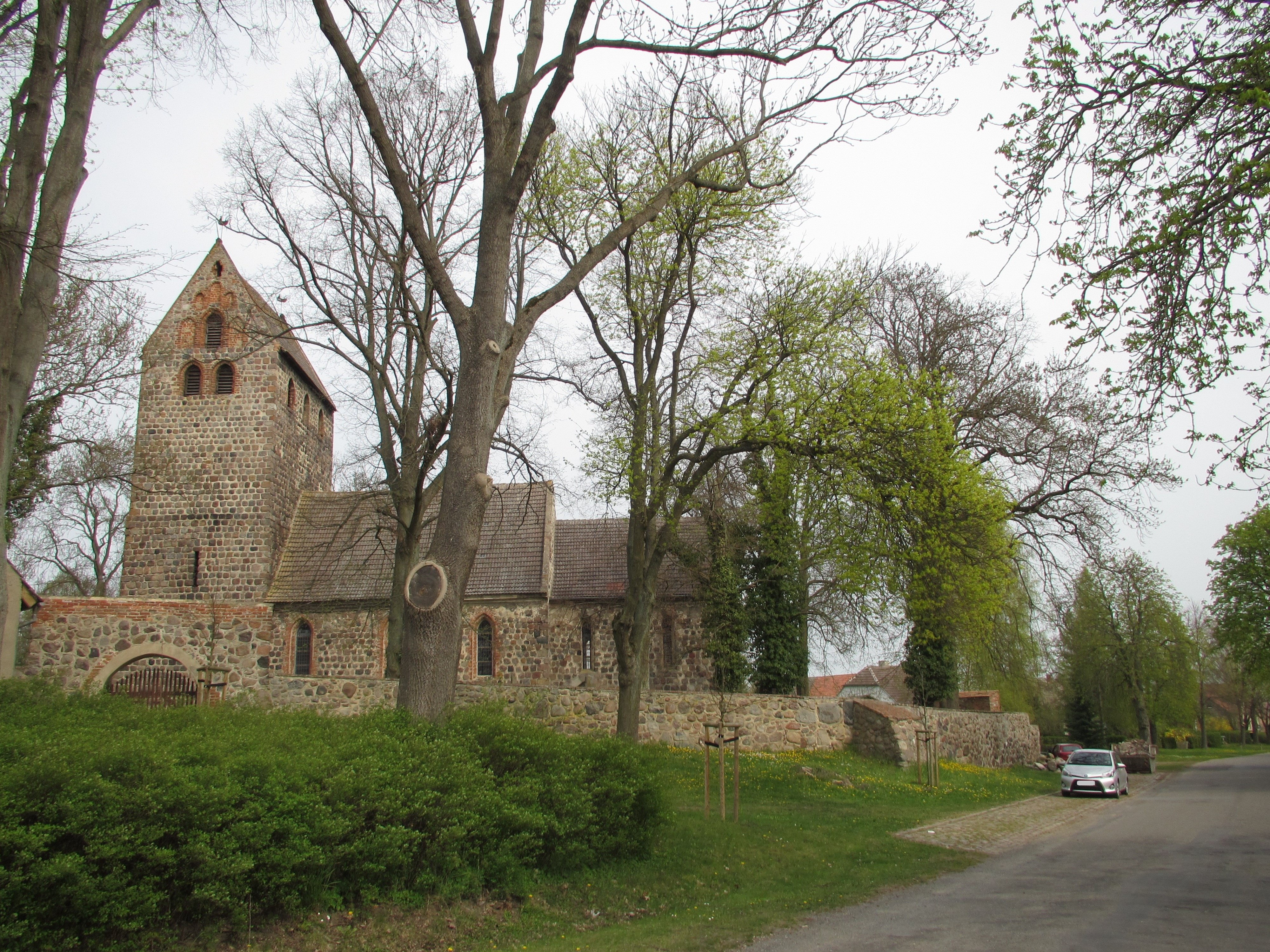
Dorfkirche Falkenwalde

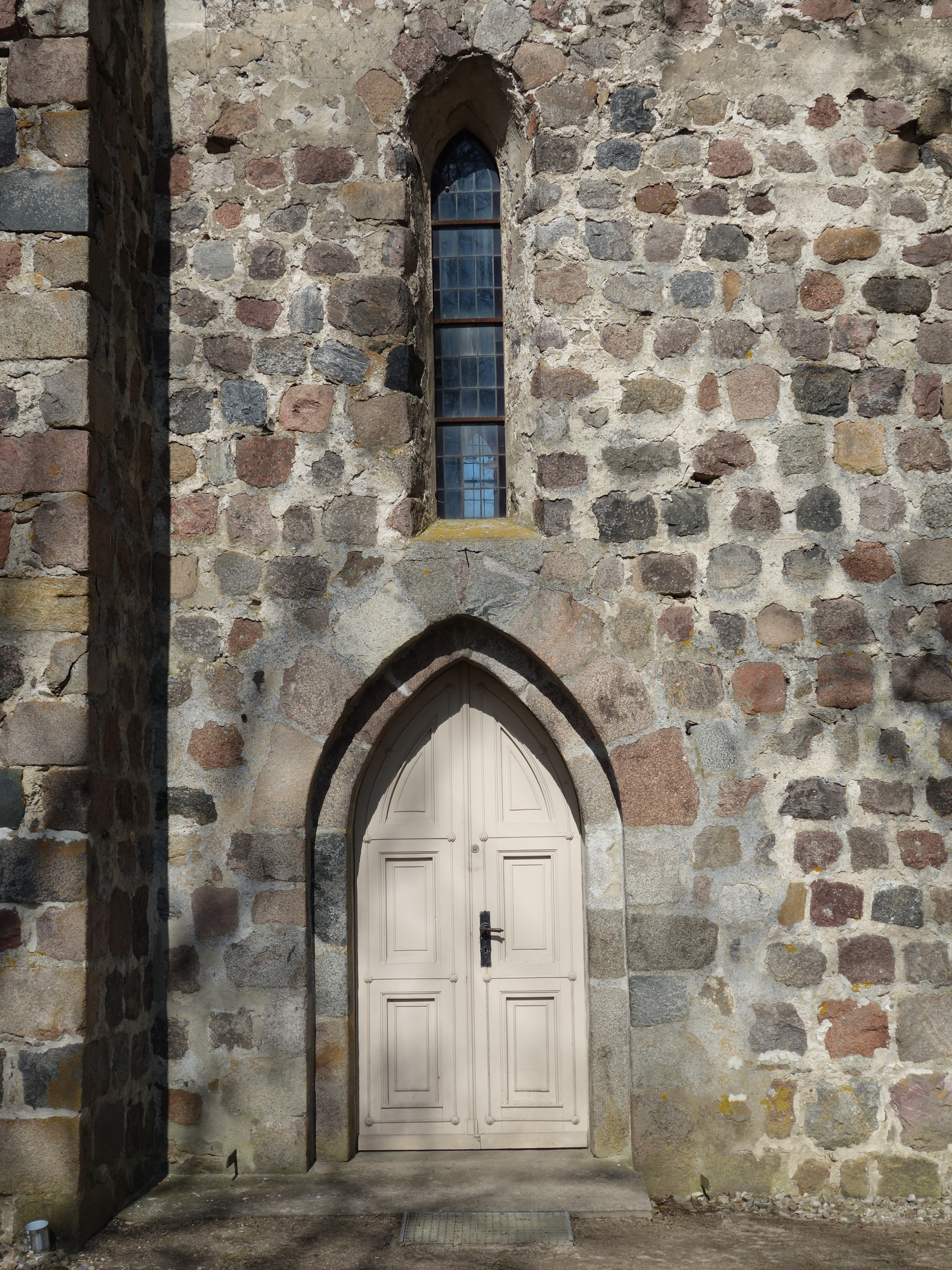
Südportal

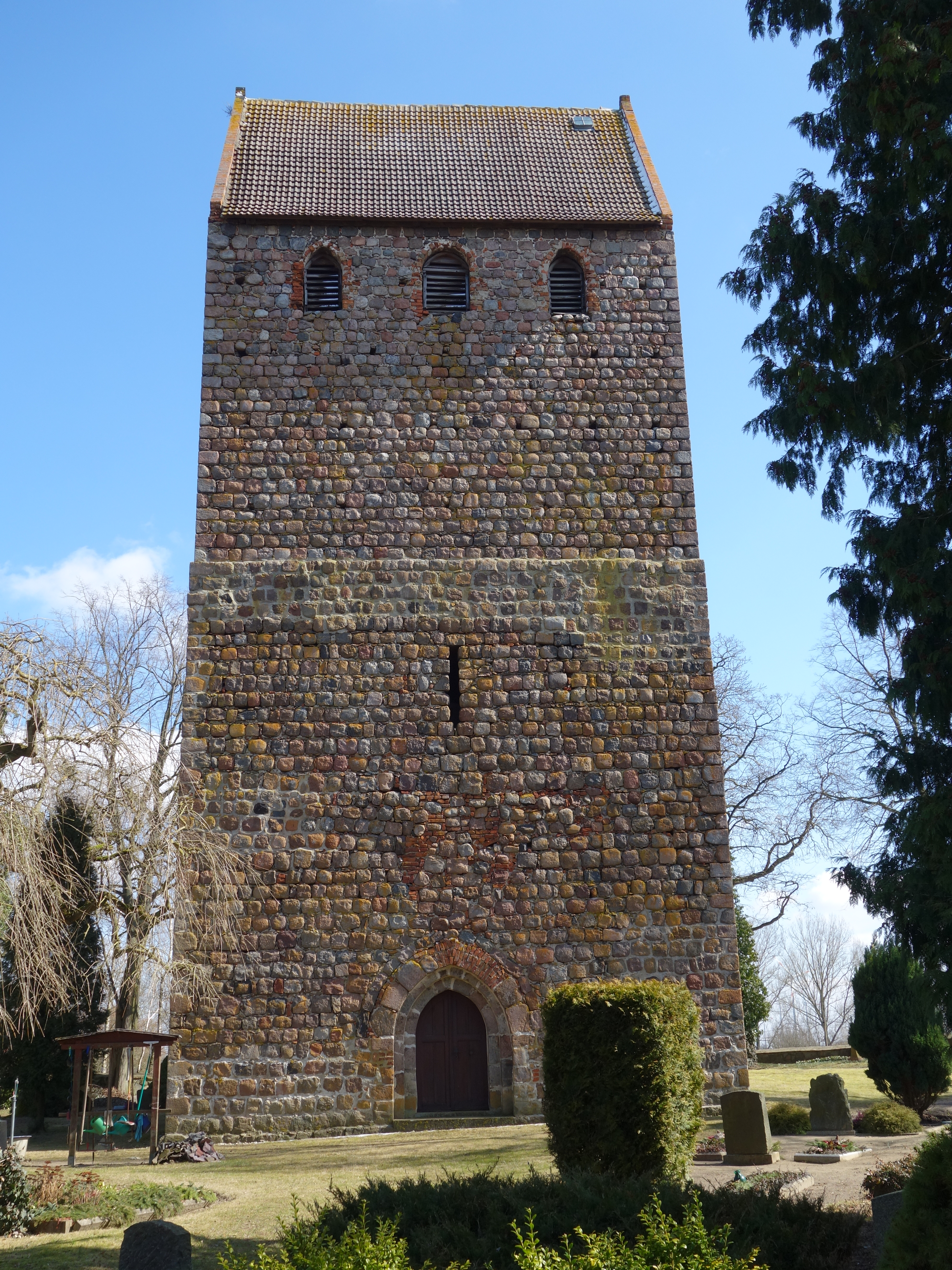
Turm

Die evangelische Dorfkirche Falkenwalde ist eine gotische Saalkirche im Ortsteil Falkenwalde von Uckerfelde im Landkreis Uckermark in Brandenburg. Sie gehört zum Pfarramt Drense im Kirchenkreis Uckermark der Evangelischen Kirche Berlin-Brandenburg-schlesische Oberlausitz.

## Geschichte und Architektur
Die Kirche ist ein Feldsteinsaal mit eingezogenem Rechteckchor und Westquerturm aus der zweiten Hälfte des 13. Jahrhunderts. Der Turm ist mit Satteldach gedeckt, die seitlichen Giebelblenden und spitzbogigen Schallluken sind in Backstein ausgeführt wie in der Pfarrkirche in Gramzow. Ein zweifach gestuftes Westportal erschließt das Bauwerk, von den beiden Südportalen ist eines vermauert; die Schiffsfenster wurden im 19. Jahrhundert mit gestuftem Spitzbogengewände aus Backstein erneuert. Im Osten ist eine gestaffelte Dreifenstergruppe angeordnet, der Giebel wurde um 1600 erneuert. Das Innere wird durch eine in Quadrate unterteilte Balkendecke und eine hufeisenförmige Westempore aus der Mitte des 19. Jahrhunderts geprägt; bei einer Restaurierung im Jahr 1970 wurden mittelalterliche Weihekreuze aufgedeckt. Eine Restaurierung erfolgte in den Jahren 1973–1977.

## Ausstattung
Ein schlank proportioniertes Altarretabel stammt aus der Mitte des 18. Jahrhunderts, ist mit zwei ionischen Pilastern zu Seiten eines mittleren Zierfeldes versehen und wird von einem Gebälk mit Dreiecksgiebel bekrönt. Die hölzerne Kanzel mit Schalldeckel stammt aus dem ersten Viertel des 18. Jahrhunderts, wird von einer Engelsskulptur getragen und zeigt am polygonalen Korb und am Aufgang reichen Akanthusdekor. Die Taufe aus Sandstein stammt aus dem 13./14. Jahrhundert und ist mit einem Rundbogenfries am Beckenrand versehen, der Fuß ist neuzeitlich. Ein Messingkronleuchter in Rokokoformen stammt aus der ersten Hälfte des 18. Jahrhunderts (aus der Dorfkirche Ogrosen in der Niederlausitz). In der Kirchhofsmauer sind zwei breite, flachbogige Portale aus Feld- und Backstein eingebaut.
Ein silberner Kelch wurde um 1836 geschaffen. Eine Taufschale aus Messing stammt von 1696, ein Leuchterpaar aus demselben Material von 1519. Eine Glocke wurde 1717 von Martin Heintze aus Berlin gegossen.
Die Orgel mit einem spätbarocken Prospekt ist ein Werk von Ernst Julius Marx aus dem Jahr 1770 mit 14 Registern auf einem Manual und Pedal, das von Carl Friedrich Buchholz im Jahr 1851 in diese Kirche umgesetzt wurde. Sie war ursprünglich für die Kirche in Boitzenburg geschaffen worden und wurde im Jahr 1979 durch Hermann Lahmann restauriert.